# Stazione di Kōda (Aichi)
La stazione di Kōda (幸田駅?, Kōda-eki) e una stazione ferroviaria situata nella cittadina di Kōta nel Nukata, nella prefettura di Aichi in Giappone. La stazione e gestita dalla JR Central e serve la linea principale Tōkaidō.

## Linee
JR Central
■ Linea principale Tōkaidō

## Struttura
La stazione è costituita da un marciapiede a isola con 2 binari in superficie.
| 1 | ■ Linea principale Tōkaidō | per Toyohashi e Hamamatsu   |
| 2 | ■ Linea principale Tōkaidō | per Okazaki, Nagoya e Ōgaki |

## Stazioni adiacenti
| ≪                                 | Servizio                            | ≫                        |
| Linea principale Tōkaidō          | Linea principale Tōkaidō            | Linea principale Tōkaidō |
| --------------------------------- | ----------------------------------- | ------------------------ |
| Sangane                           | Locale Rapido sezionale             | Aimi                     |
| Gamagōri                          | Rapido Nuovo Rapido Rapido speciale | Okazaki                  |
| Tutti gli altri treni non fermano |                                     |                          |